# Desa Caracas (administrativ by i Indonesien, lat -6,47, long 107,64)
Desa Caracas är en administrativ by i Indonesien.   Den ligger i provinsen Jawa Barat, i den västra delen av landet, 90 km öster om huvudstaden Jakarta.